# Orden de la Nube y el Estandarte
La Orden de la Nube y el Estandarte (en chino tradicional, 雲麾勳章/雲麾勛章) también conocida como la Orden de la Bandera Resplandeciente es una condecoración militar de la República de China. Fue instituido el 15 de junio de 1935 y se otorga en nueve grados por contribuciones especialmente meritorias a la seguridad nacional. La insignia de la orden presenta una bandera amarilla ondeante, rodeada de nubes blancas sobre un campo azul. Esta imagen está rodeada de rayos dorados.

## Grados
La orden se divide en nueve grados, son los siguientes:
| Grados | Nombre                                      | Grado                                | Cinta del pasador |
| ------ | ------------------------------------------- | ------------------------------------ | ----------------- |
| 1.er   | Orden de la Nube y el Estandarte (雲麾勳章) | con Gran Cordón Especial (特種大綬)  |                   |
| 2.do   | Orden de la Nube y el Estandarte (雲麾勳章) | con Gran Cordón (大綬)               |                   |
| 3.er   | Orden de la Nube y el Estandarte (雲麾勳章) | con Gran Cordón Amarillo (黃色大綬)  |                   |
| 4.º    | Orden de la Nube y el Estandarte (雲麾勳章) | con Corbata Especial (特種領綬)      |                   |
| 5.º    | Orden de la Nube y el Estandarte (雲麾勳章) | con Corbata (領綬)                   |                   |
| 6.º    | Orden de la Nube y el Estandarte (雲麾勳章) | con Roseta Especial (特種襟綬附勳表) |                   |
| 7.º    | Orden de la Nube y el Estandarte (雲麾勳章) | con Roseta (襟綬附勳表)              |                   |
| 8.º    | Orden de la Nube y el Estandarte (雲麾勳章) | con Cinta Especial (特種襟綬)        |                   |
| 9.º    | Orden de la Nube y el Estandarte (雲麾勳章) | con Cinta (襟綬)                     |                   |